# George Tenet
George Tenet (født 5. januar 1953) var chef for CIA. Han var chef under Curveball-sagen og tog sin afsked efter Curveball blev afsløret som bedrager.